# علي سرور
علي سرور (مولود في 11 من يناير 1994), والمعروف بأسم "الأمير"، هو ملاكم محترف لبناني الجنسية من النرويج. لقد حصل على لقب بطل النرويج للشباب وبطل دول الشمال عدة مرات. في عام 2011، تنافس سرور علي في بطولة أوروبا للناشئين أمام اللاعب الروسي جابيل محمدوف والتي انتهت بخسارة سرور وحصولة على الميدالية الفضية. في عام 2013، بعد استحواذه على لقب بطل دول الشمال لفترة طويلة استطاع خصمه التغلب عليه وحصل سرور على الميدالية الفضية.

يشتهر سرور بأسلوبه غير العادي في الملاكمة وشخصيته القوية. كما أنه يتميز بأسلوبه الرياضي وقوة الضربة القاضية المفاجئة.

## بداياته
ولد سرور في تونسبيرج، النرويج لوالدين لبنانيين عام 1994 وبدأ بممارسة الملاكمة وهو بعمر 12 عام، في نادي "TK" للملاكمة في مسقط رأسه في تونسبيرج، حيث بدأ في مشواره كهاو في عمر 12 عام، واستطاع الحصلول على لقب البطل القومي ل 8 مرات وتوج مرتان كبطل اسكندنافيا. أستطاع سرور هزيمة بعض من أشهر الملاكمين الهواة في العالم.

## مسيرته الاحترافية
لم يكن انتقال سرور من اللعب كهاو إلى الملاكمة الاحترافية بالأمر السهل. بدأ سرور مسيرته الاحترافية عام 2017 بملاكمة سيسيليا براخوس في مركز مؤتمرات أوسلو فجورد، لكن براخوس استقالت. قرر بعدها سرور السفر إلى أمريكا الجنوبية لاستكمال مسيرته الاحترافية هناك. انتقل فيما بعد للإقامة في غوادالاخارا عاصمة ولاية خاليسكو، المكسيكية ولا يزال مقيما هناك حتى الآن.

## سجل الملاكمة الأحترافية
| ملخص المباريات  | ملخص المباريات | ملخص المباريات |
| 4 ألعاب         | 4 فوز          | 0 هزيمة        |
| --------------- | -------------- | -------------- |
| بالضربة القاضية | 3              | 0              |
| بالقرار         | 1              | 0              |

| مباراة | نتيجة | نقطة | الخصم                   | النوع | جولات | تاريخ      | المكان                    | مراجع  |
| ------ | ----- | ---- | ----------------------- | ----- | ----- | ---------- | ------------------------- | ------ |
| 4      | فوز   | 3-0  | Giorgi Gachechiladze    | UD    | 4/4   | 20/10/2018 | Norway, Skien             | [ 13 ] |
| 3      | فوز   | 3-0  | Luis Ángel Dias Ramires | TKO   | 3/4   | 10/3/2018  | Guadalajara, Mexico       | [ 14 ] |
| 2      | فوز   | 2-0  | Efren Martinez Lopez    | TKO   | 1/4   | 10/2/2018  | San Jose Iturbide, Mexico | [ 15 ] |
| 1      | فوز   | 1-0  | Rafael Herrera          | KO    | 2/4   | 2/12/2017  | Puerto Vallarta, Mexico   | [ 16 ] |

## الحياة الشخصية
سرور مسلم. يصلي دائما قبل أن يخطو داخل الحلبة.

## روابط خارجية
- علي سرور على موقع بوكس ريك (الإنجليزية) (registration required)